# Leptostylus corpulentus
Leptostylus corpulentus är en skalbaggsart som beskrevs av Bates 1880. Leptostylus corpulentus ingår i släktet Leptostylus och familjen långhorningar.
Artens utbredningsområde är Nicaragua. Inga underarter finns listade i Catalogue of Life.